# HD 200663
HD 200663，又名BD+01 4418，SAO 126522、HR 8068，是一颗恒星，视星等为6.33，位于銀經51.82，銀緯-28.07，其B1900.0坐标为赤經20h 59m 40.7s，赤緯+1° -28.07′ 27″。